# چاه عمیق بنی حسن
چاه عمیق بنی حسن، روستایی از توابع بخش مرکزی شهرستان خواف در استان خراسان رضوی ایران است.

## جمعیت
این روستا در دهستان میان‌خواف قرار دارد و براساس سرشماری مرکز آمار ایران در سال ۱۳۸۵، جمعیت آن زیر سه خانوار بوده‌است.